# Курлич
Курли́ч (рос. Курлыч) — село у складі Чернишевського району Забайкальського краю, Росія. Адміністративний центр та єдиний населений пункт Курличенського сільського поселення.

## Населення
Населення — 203 особи (2010; 309 у 2002).
Національний склад (станом на 2002 рік):
- росіяни — 100 %